# Pandemie covidu-19 podle zemí

## Potvrzené případy

### Časová osa prvního potvrzeného případu v jednotlivých zemích či územích
| Datum              | Stát nebo území |
| ------------------ | --- |
| 1. prosince 2019   | Čína |
| 13. ledna 2020     | Thajsko |
| 16. ledna 2020     | Japonsko |
| 20. ledna 2020     | Jižní Korea • USA |
| 21. ledna 2020     | Tchaj-wan |
| 22. ledna 2020     | Hongkong • Macao |
| 23. ledna 2020     | Nepál • Singapur • Vietnam |
| 24. ledna 2020     | Francie |
| 25. ledna 2020     | Austrálie • Kanada • Malajsie |
| 27. ledna 2020     | Kambodža • Německo • Srí Lanka |
| 29. ledna 2020     | Finsko • SAE |
| 30. ledna 2020     | Indie • Itálie • Filipíny |
| 31. ledna 2020     | Rusko • Spojené království • Španělsko • Švédsko |
| 3. února 2020      | Belgie |
| 14. února 2020     | Egypt |
| 19. února 2020     | Írán |
| 21. února 2020     | Izrael • Libanon |
| 24. února 2020     | Afghánistán • Bahrajn • Irák • Kuvajt • Omán |
| 25. února 2020     | Alžírsko • Brazílie • Chorvatsko • Rakousko • Švýcarsko |
| 26. února 2020     | Gruzie • Norsko • Pákistán • Rumunsko • Řecko • Severní Makedonie |
| 27. února 2020     | Dánsko • Estonsko • Nigérie • Nizozemsko • San Marino |
| 28. února 2020     | Ázerbájdžán • Bělorusko • Island • Litva • Mexiko • Monako • Nový Zéland |
| 29. února 2020     | Ekvádor • Irsko • Katar • Lucembursko |
| 1. března 2020     | Arménie • Česko • Dominikánská republika • Svatý Bartoloměj • Svatý Martin |
| 2. března 2020     | Andorra • Indonésie • Jordánsko • Lotyšsko • Maroko • Portugalsko • Saúdská Arábie • Senegal • Tunisko |
| 3. března 2020     | Argentina • Gibraltar • Chile • Lichtenštejnsko • Ukrajina |
| 4. března 2020     | Faerské ostrovy • Francouzská Guyana • Maďarsko • Polsko • Slovinsko |
| 5. března 2020     | Bosna a Hercegovina • JAR • Martinik • Palestina |
| 6. března 2020     | Bhútán • Kamerun • Kolumbie • Kostarika • Peru • Slovensko • Srbsko • Togo • Vatikán |
| 7. března 2020     | Maledivy • Malta • Moldavsko • Paraguay |
| 8. března 2020     | Albánie • Bangladéš • Bulharsko |
| 9. března 2020     | Brunej • Guernsey • Kypr • Panama |
| 10. března 2020    | Bolívie • Burkina Faso • DR Kongo • Jamajka • Jersey • Mongolsko • Severní Kypr • Turecko |
| 11. března 2020    | Francouzská Polynésie • Guyana • Honduras • Kuba • Pobřeží slonoviny • Réunion |
| 12. března 2020    | Svatý Vincenc a Grenadiny • Trinidad a Tobago |
| 13. března 2020    | Americké Panenské ostrovy • Antigua a Barbuda • Aruba • Curaçao • Etiopie • Gabon • Ghana • Guadeloupe • Guatemala • Guinea • Kajmanské ostrovy • Kazachstán • Keňa • Kosovo • Portoriko • Súdán • Surinam • Svatá Lucie • Uruguay • Venezuela |
| 14. března 2020    | Svazijsko • Kongo • Mauritánie • Mayotte • Namibie • Rovníková Guinea • Rwanda • Seychely • Středoafrická republika |
| 15. března 2020    | Akrotiri a Dekelia • Bahamy • Guam • Uzbekistán |
| 16. března 2020    | Benin • Grónsko • Libérie • Somálsko • Tanzanie |
| 17. března 2020    | Barbados • Černá Hora • Gambie • Svatý Martin |
| 18. března 2020    | Bermudy • Džibutsko • Kyrgyzstán • Mauricius • Montserrat • Nikaragua • Nová Kaledonie • Salvador • Zambie |
| 19. března 2020    | Angola • Čad • Fidži • Haiti • Man • Niger |
| 20. března 2020    | Kapverdy • Madagaskar • Papua Nová Guinea • Uganda • Východní Timor • Zimbabwe |
| 21. března 2020    | Eritrea • Podněstří |
| 22. března 2020    | Alandy • Dominika • Grenada • Mosambik • Sýrie |
| 23. března 2020    | Belize • Myanmar • Turks a Caicos |
| 24. března 2020    | Laos • Libye |
| 25. března 2020    | Britské Panenské ostrovy • Guinea-Bissau • Mali • Svatý Kryštof a Nevis |
| 26. března 2020    | Anguilla |
| 28. března 2020    | Severní Mariany |
| 30. března 2020    | Botswana |
| 31. března 2020    | Burundi • Doněcká lidová republika • Luhanská lidová republika • Sierra Leone • Somaliland • Svatý Eustach |
| 2. dubna 2020      | Malawi |
| 3. dubna 2020      | Falklandy |
| 4. dubna 2020      | Západní Sahara |
| 5. dubna 2020      | Jižní Súdán • Saint Pierre a Miquelon |
| 6. dubna 2020      | Svatý Tomáš a Princův ostrov |
| 7. dubna 2020      | Abcházie • Arcach |
| 10. dubna 2020     | Jemen |
| 11. dubna 2020     | Saba |
| 16. dubna 2020     | Bonaire |
| 30. dubna 2020     | Komory • Tádžikistán |
| 6. května 2020     | Jižní Osetie |
| 13. května 2020    | Lesotho |
| 25. července 2020  | Saharská arabská demokratická republika |
| 3. října 2020      | Šalomounovy ostrovy |
| 16. října 2020     | Wallis a Futuna |
| 28. října 2020     | Marshallovy ostrovy |
| 1. listopadu 2020  | Britské indickooceánské území |
| 9. listopadu 2020  | Americká Samoa |
| 11. listopadu 2020 | Vanuatu |
| 18. listopadu 2020 | Samoa |
| 21. prosince 2020  | Antarktida |
| 24. prosince 2020  | Ascension |
| 8. ledna 2021      | Federativní státy Mikronésie |
| 30. března 2021    | Svatá Helena |
| 18. května 2021    | Kiribati |
| 31. května 2021    | Palau |
| 6. října 2021      | Špicberky a Jan Mayen |
| 29. října 2021     | Tonga |
| 3. prosince 2021   | Cookovy ostrovy |
| 30. prosince 2021  | Norfolk |
| 6. března 2022     | Vánoční ostrov |
| 8. března 2022     | Niue |
| 18. března 2022    | Kokosové ostrovy |
| 1. dubna 2022      | Nauru |
| 8. května 2022     | Severní Korea |
| 20. května 2022    | Tuvalu |
| 16. července 2022  | Pitcairnovy ostrovy |
| 21. prosince 2022  | Tokelau |

### Časová osa rekordních denních přírůstků v jednotlivých zemích či územích
Aktuální k 4. 3. 2023
| Datum             | Stát nebo území              | Počet   |
| ----------------- | ---------------------------- | ------- |
| 24. května 2020   | Západní Sahara               | 3       |
| 31. července 2020 | Rovníková Guinea             | 1 750   |
| 12. října 2020    | Vatikán                      | 7       |
| 9. prosince 2020  | Uganda                       | 2 250   |
| 22. ledna 2021    | Malawi                       | 1 316   |
| 3. února 2021     | SAE                          | 3 977   |
| 1. dubna 2021     | Kamerun                      | 9 668   |
| 6. dubna 2021     | Džibutsko                    | 415     |
| 6. května 2021    | Indie                        | 414 433 |
| 4. června 2021    | Eritrea                      | 282     |
| 17. června 2021   | Afghánistán                  | 2 313   |
| 21. června 2021   | Namibie                      | 2 602   |
| 24. června 2021   | Sierra Leone                 | 192     |
| 30. června 2021   | Kyrgyzstán                   | 1 965   |
| 30. června 2021   | Kambodža                     | 1 130   |
| 14. července 2021 | Myanmar                      | 7 083   |
| 16. července 2021 | Fidži                        | 1 405   |
| 18. července 2021 | Rwanda                       | 2 773   |
| 18. července 2021 | Senegal                      | 1 722   |
| 28. července 2021 | Bangladéš                    | 16 230  |
| 28. července 2021 | Irák                         | 13 515  |
| 29. července 2021 | Tanzanie                     | 7 662   |
| 2. srpna 2021     | Botswana                     | 8 530   |
| 3. srpna 2021     | Gambie                       | 587     |
| 5. srpna 2021     | Maroko                       | 12 039  |
| 17. srpna 2021    | Írán                         | 50 228  |
| 24. srpna 2021    | Kuba                         | 9 907   |
| 25. srpna 2021    | Východní Timor               | 532     |
| 27. srpna 2021    | Srí Lanka                    | 6 373   |
| 1. září 2021      | Benin                        | 2 566   |
| 16. září 2021     | Burundi                      | 1 807   |
| 25. září 2021     | Sýrie                        | 442     |
| 28. září 2021     | Nikaragua                    | 718     |
| 31. října 2021    | Mongolsko                    | 24 556  |
| 10. prosince 2021 | Zimbabwe                     | 6 181   |
| 12. prosince 2021 | JAR                          | 37 875  |
| 16. prosince 2021 | Svazijsko                    | 1 642   |
| 22. prosince 2021 | Nigérie                      | 4 035   |
| 24. prosince 2021 | Lesotho                      | 1 591   |
| 25. prosince 2021 | Keňa                         | 3 749   |
| 25. prosince 2021 | Madagaskar                   | 2 295   |
| 27. prosince 2021 | Ghana                        | 2 521   |
| 28. prosince 2021 | Etiopie                      | 5 185   |
| 28. prosince 2021 | Angola                       | 3 090   |
| 30. prosince 2021 | Zambie                       | 5 555   |
| 30. prosince 2021 | Gabon                        | 1 163   |
| 30. prosince 2021 | Komory                       | 241     |
| 31. prosince 2021 | Mosambik                     | 4 861   |
| 31. prosince 2021 | Pobřeží slonoviny            | 2 858   |
| 31. prosince 2021 | Malta                        | 1 403   |
| 1. ledna 2022     | Kongo                        | 1 188   |
| 1. ledna 2022     | Čad                          | 482     |
| 2. ledna 2022     | Togo                         | 1 002   |
| 4. ledna 2022     | Řecko                        | 52 098  |
| 4. ledna 2022     | DR Kongo                     | 4 481   |
| 4. ledna 2022     | Burkina Faso                 | 1 005   |
| 4. ledna 2022     | Jižní Súdán                  | 503     |
| 5. ledna 2022     | Spojené království           | 275 646 |
| 5. ledna 2022     | Aruba                        | 1 162   |
| 5. ledna 2022     | Libérie                      | 447     |
| 5. ledna 2022     | Svatý Kryštof a Nevis        | 447     |
| 6. ledna 2022     | Černá Hora                   | 2 960   |
| 6. ledna 2022     | Curaçao                      | 1 240   |
| 7. ledna 2022     | USA                          | 907 730 |
| 7. ledna 2022     | Mayotte                      | 3 463   |
| 7. ledna 2022     | Kapverdy                     | 1 469   |
| 7. ledna 2022     | Mauritánie                   | 1 211   |
| 8. ledna 2022     | Bahamy                       | 1 206   |
| 8. ledna 2022     | Svatý Tomáš a Princův ostrov | 319     |
| 9. ledna 2022     | Mali                         | 1 217   |

### Seznam zemí bez potvrzeného případu
Aktuální k únoru 2023
- Turkmenistán

## Úmrtí

### Seznam zemí a území bez potvrzeného úmrtí
Aktuální k 10. 11. 2021
- Americká Samoa
- Ascension
- Falklandy
- Grónsko
- Kiribati
- Macao
- Marshallovy ostrovy
- Federativní státy Mikronésie
- Palau
- Samoa
- Saint Pierre a Miquelon
- Svatá Helena
- Šalomounovy ostrovy
- Vatikán

### Seznam zemí s nejvíce potvrzeními úmrtími na začátku jednotlivých měsíců

#### 2020
| Pořadí | 11. ledna | 1. února | 1. března        | 1. dubna           | 1. května          | 1. června          | 1. července        | 1. srpna           | 1. září            | 1. října           | 1. listopadu       | 1. prosince        |
| ------ | --------- | -------- | ---------------- | ------------------ | ------------------ | ------------------ | ------------------ | ------------------ | ------------------ | ------------------ | ------------------ | ------------------ |
| 1.     | Čína      | Čína     | Čína             | Itálie             | USA                | USA                | USA                | USA                | USA                | USA                | USA                | USA                |
| 2.     |           |          | Írán             | Španělsko          | Itálie             | Spojené království | Brazílie           | Brazílie           | Brazílie           | Brazílie           | Brazílie           | Brazílie           |
| 3.     |           |          | Itálie           | Francie            | Spojené království | Itálie             | Spojené království | Peru               | Peru               | Indie              | Indie              | Indie              |
| 4.     |           |          | Jižní Korea      | Čína               | Španělsko          | Španělsko          | Peru               | Mexiko             | Indie              | Peru               | Mexiko             | Mexiko             |
| 5.     |           |          | Diamond Princess | USA                | Francie            | Brazílie           | Itálie             | Spojené království | Mexiko             | Mexiko             | Peru               | Peru               |
| 6.     |           |          | Japonsko         | Írán               | Belgie             | Francie            | Španělsko          | Indie              | Spojené království | Spojené království | Spojené království | Spojené království |
| 7.     |           |          | Francie          | Spojené království | Německo            | Peru               | Francie            | Itálie             | Itálie             | Itálie             | Španělsko          | Itálie             |
| 8.     |           |          | Filipíny         | Belgie             | Írán               | Mexiko             | Mexiko             | Francie            | Španělsko          | Španělsko          | Itálie             | Francie            |
| 9.     |           |          |                  | Nizozemsko         | Brazílie           | Belgie             | Indie              | Španělsko          | Francie            | Francie            | Francie            | Španělsko          |
| 10.    |           |          |                  | Německo            | Nizozemsko         | Německo            | Írán               | Írán               | Írán               | Írán               | Írán               | Írán               |

#### 2021
| Pořadí | 1. ledna           | 1. února           | 1. března          | 1. dubna           | 1. května          | 1. června          | 1. července        | 1. srpna           | 1. září            | 1. října           | 1. listopadu       | 1. prosince        |
| ------ | ------------------ | ------------------ | ------------------ | ------------------ | ------------------ | ------------------ | ------------------ | ------------------ | ------------------ | ------------------ | ------------------ | ------------------ |
| 1.     | USA                | USA                | USA                | USA                | USA                | USA                | USA                | USA                | USA                | USA                | USA                | USA                |
| 2.     | Brazílie           | Brazílie           | Brazílie           | Brazílie           | Brazílie           | Brazílie           | Brazílie           | Brazílie           | Brazílie           | Brazílie           | Brazílie           | Brazílie           |
| 3.     | Indie              | Mexiko             | Mexiko             | Mexiko             | Mexiko             | Indie              | Indie              | Indie              | Indie              | Indie              | Indie              | Indie              |
| 4.     | Mexiko             | Indie              | Indie              | Indie              | Indie              | Mexiko             | Mexiko             | Mexiko             | Mexiko             | Mexiko             | Mexiko             | Mexiko             |
| 5.     | Peru               | Spojené království | Spojené království | Peru               | Peru               | Peru               | Peru               | Peru               | Peru               | Rusko              | Rusko              | Rusko              |
| 6.     | Itálie             | Peru               | Peru               | Spojené království | Spojené království | Spojené království | Rusko              | Rusko              | Rusko              | Peru               | Peru               | Peru               |
| 7.     | Spojené království | Itálie             | Itálie             | Itálie             | Itálie             | Itálie             | Spojené království | Spojené království | Indonésie          | Indonésie          | Indonésie          | Spojené království |
| 8.     | Francie            | Francie            | Rusko              | Rusko              | Rusko              | Rusko              | Itálie             | Itálie             | Spojené království | Spojené království | Spojené království | Indonésie          |
| 9.     | Rusko              | Rusko              | Francie            | Francie            | Francie            | Francie            | Francie            | Kolumbie           | Itálie             | Itálie             | Itálie             | Itálie             |
| 10.    | Írán               | Španělsko          | Španělsko          | Španělsko          | Německo            | Německo            | Kolumbie           | Francie            | Kolumbie           | Kolumbie           | Kolumbie           | Írán               |

#### 2022
| Pořadí | 1. ledna           | 1. února           | 1. března          |
| ------ | ------------------ | ------------------ | ------------------ |
| 1.     | USA                | USA                | USA                |
| 2.     | Brazílie           | Brazílie           | Brazílie           |
| 3.     | Indie              | Indie              | Indie              |
| 4.     | Rusko              | Rusko              | Rusko              |
| 5.     | Mexiko             | Mexiko             | Mexiko             |
| 6.     | Peru               | Peru               | Peru               |
| 7.     | Spojené království | Spojené království | Spojené království |
| 8.     | Indonésie          | Itálie             | Itálie             |
| 9.     | Itálie             | Indonésie          | Indonésie          |
| 10.    | Írán               | Kolumbie           | Kolumbie           |

## Opatření

### Lockdowny

#### Seznam celostátních lockdownů podle zemí či území
| Stát nebo území   | Zahájení lockdownu | Ukončení lockdownu | Počet dní |
| ----------------- | ------------------ | ------------------ | --------- |
| Itálie            | 9. března 2020     | 18. května 2020    | 70        |
| Mongolsko         | 10. března 2020    | 16. března 2020    | 6         |
| Dánsko            | 12. března 2020    | 13. dubna 2020     | 33        |
| Irsko             | 12. března 2020    | 18. května 2020    | 67        |
| Salvador          | 12. března 2020    | 2. dubna 2020      | 21        |
| Albánie           | 13. března 2020    | 1. června 2020     | 80        |
| Bulharsko         | 13. března 2020    | 15. června 2020    | 94        |
| Polsko            | 13. března 2020    | 11. dubna 2020     | 29        |
| Írán              | 14. března 2020    | 20. dubna 2020     | 37        |
| Kosovo            | 14. března 2020    | 4. května 2020     | 51        |
| San Marino        | 14. března 2020    | 5. května 2020     | 52        |
| Španělsko         | 14. března 2020    | 9. května 2020     | 56        |
| Libanon           | 15. března 2020    | 28. března 2020    | 13        |
| Nizozemsko        | 15. března 2020    | 6. dubna 2020      | 22        |
| Srbsko            | 15. března 2020    | 21. dubna 2020     | 37        |
| Česko             | 16. března 2020    | 12. dubna 2020     | 27        |
| Ekvádor           | 16. března 2020    | 31. března 2020    | 15        |
| Litva             | 16. března 2020    | 18. června 2020    | 94        |
| Peru              | 16. března 2020    | 30. června 2020    | 106       |
| Rakousko          | 16. března 2020    | 13. dubna 2020     | 28        |
| Francie           | 17. března 2020    | 11. května 2020    | 55        |
| Portoriko         | 17. března 2020    | 11. června 2020    | 86        |
| Trinidad a Tobago | 17. března 2020    | 31. března 2020    | 14        |
| Švýcarsko         | 17. března 2020    | 27. dubna 2020     | 41        |
| Ukrajina          | 17. března 2020    | 24. dubna 2020     | 38        |
| Venezuela         | 17. března 2020    | 13. května 2020    | 57        |
| Belgie            | 18. března 2020    | 4. května 2020     | 47        |
| Chorvatsko        | 18. března 2020    | 19. dubna 2020     | 32        |
| Jordánsko         | 18. března 2020    | 30. dubna 2020     | 43        |
| Malajsie          | 18. března 2020    | 9. června 2020     | 83        |
| Srí Lanka         | 18. března 2020    | 21. června 2020    | 95        |
| Argentina         | 19. března 2020    | 10. května 2020    | 52        |
| Maroko            | 19. března 2020    | 10. června 2020    | 83        |
| Portugalsko       | 19. března 2020    | 2. dubna 2020      | 14        |
| Honduras          | 20. března 2020    | 17. května 2020    | 58        |
| Mauricius         | 20. března 2020    | 30. května 2020    | 71        |
| Paraguay          | 20. března 2020    | 3. května 2020     | 44        |
| Rwanda            | 21. března 2020    | 19. dubna 2020     | 29        |
| Bolívie           | 22. března 2020    | 31. července 2020  | 131       |
| Irák              | 22. března 2020    | 11. dubna 2020     | 20        |
| Libye             | 22. března 2020    | 27. června 2020    | 97        |
| Německo           | 22. března 2020    | 20. dubna 2020     | 29        |
| Tunisko           | 22. března 2020    | 19. dubna 2020     | 28        |
| Anglie            | 23. března 2020    | 4. července 2020   | 103       |
| Austrálie         | 23. března 2020    | 15. května 2020    | 52        |
| Kostarika         | 23. března 2020    | 1. května 2020     | 39        |
| Mexiko            | 23. března 2020    | 1. června 2020     | 70        |
| Řecko             | 23. března 2020    | 4. května 2020     | 42        |
| Severní Irsko     | 23. března 2020    | 3. července 2020   | 102       |
| Skotsko           | 23. března 2020    | 29. června 2020    | 98        |
| Wales             | 23. března 2020    | 13. července 2020  | 112       |
| Arménie           | 24. března 2020    | 4. května 2020     | 41        |
| Kypr              | 24. března 2020    | 13. dubna 2020     | 20        |
| Nepál             | 24. března 2020    | 21. července 2020  | 120       |
| Pákistán          | 24. března 2020    | 9. května 2020     | 46        |
| Papua Nová Guinea | 24. března 2020    | 7. dubna 2020      | 14        |
| Guernsey          | 25. března 2020    | 20. června 2020    | 87        |
| Indie             | 25. března 2020    | 7. června 2020     | 74        |
| Izrael            | 25. března 2020    | 4. května 2020     | 40        |
| Kolumbie          | 25. března 2020    | 30. června 2020    | 97        |
| Panama            | 25. března 2020    | 31. května 2020    | 67        |
| Rumunsko          | 25. března 2020    | 12. května 2020    | 48        |
| Thajsko           | 25. března 2020    | 31. května 2020    | 67        |
| Bangladéš         | 26. března 2020    | 30. května 2020    | 65        |
| JAR               | 26. března 2020    | 30. dubna 2020     | 35        |
| Nový Zéland       | 26. března 2020    | 14. května 2020    | 49        |
| Samoa             | 26. března 2020    | 8. dubna 2020      | 13        |
| SAE               | 26. března 2020    | 17. dubna 2020     | 22        |
| Namibie           | 27. března 2020    | 4. května 2020     | 38        |
| Barbados          | 28. března 2020    | 3. května 2020     | 36        |
| Maďarsko          | 28. března 2020    | 10. dubna 2020     | 13        |
| Rusko             | 28. března 2020    | 30. dubna 2020     | 33        |
| Severní Kypr      | 30. března 2020    | 4. května 2020     | 35        |
| Zimbabwe          | 30. března 2020    | 2. května 2020     | 33        |
| Ázerbájdžán       | 31. března 2020    | 30. srpna 2020     | 152       |
| Gruzie            | 31. března 2020    | 21. dubna 2020     | 21        |
| Kongo             | 31. března 2020    | 20. dubna 2020     | 20        |
| Vietnam           | 1. dubna 2020      | 22. dubna 2020     | 21        |
| Botswana          | 2. dubna 2020      | 30. dubna 2020     | 28        |
| Eritrea           | 2. dubna 2020      | 23. dubna 2020     | 21        |
| Norfolk           | 3. dubna 2020      | 5. května 2020     | 32        |
| Bermudy           | 4. dubna 2020      | 2. května 2020     | 28        |
| Singapur          | 7. dubna 2020      | 1. června 2020     | 55        |
| Jamajka           | 15. dubna 2020     | 22. dubna 2020     | 7         |
| Turecko           | 23. dubna 2020     | 27. dubna 2020     | 4         |
| Kuvajt            | 10. května 2020    | 31. května 2020    | 21        |
| Bhútán            | 11. srpna 2020     | 1. září 2020       | 21        |
| Izrael (2)        | 18. září 2020      | 18. října 2020     | 30        |
| Irsko (2)         | 21. října 2020     | 1. prosince 2020   | 41        |
| Česko (2)         | 22. října 2020     | 3. listopadu 2020  | 12        |
| Wales (2)         | 23. října 2020     | 9. listopadu 2020  | 17        |
| Slovensko         | 24. října 2020     | 14. listopadu 2020 | 21        |
| Francie (2)       | 30. října 2020     | 15. prosince 2020  | 46        |
| Belgie (2)        | 2. listopadu 2020  | 14. prosince 2020  | 42        |
| Německo (2)       | 2. listopadu 2020  | 1. března 2021     | 119       |
| Rakousko (2)      | 3. listopadu 2020  | 30. listopadu 2020 | 27        |
| Anglie (2)        | 5. listopadu 2020  | 2. prosince 2020   | 27        |
| Litva (2)         | 7. listopadu 2020  | 25. února 2021     | 110       |
| Řecko (2)         | 7. listopadu 2020  | 22. března 2021    | 135       |
| Jordánsko (2)     | 10. listopadu 2020 | 15. listopadu 2020 | 5         |
| Libanon (2)       | 14. listopadu 2020 | 28. listopadu 2020 | 14        |
| Mongolsko (2)     | 17. listopadu 2020 | 1. prosince 2020   | 15        |
| Severní Irsko (2) | 27. listopadu 2020 | 11. prosince 2020  | 14        |
| Bulharsko (2)     | 28. listopadu 2020 | 31. ledna 2021     | 65        |
| Nizozemsko (2)    | 15. prosince 2020  | 2. března 2021     | 77        |
| Slovensko (2)     | 19. prosince 2020  | 24. ledna 2021     | 36        |
| Wales (3)         | 20. prosince 2020  | 13. března 2021    | 83        |
| Chorvatsko (2)    | 22. prosince 2020  | 29. prosince 2020  | 8         |
| Irsko (3)         | 24. prosince 2020  | 12. dubna 2021     | 119       |
| Itálie (2)        | 24. prosince 2020  | 6. ledna 2021      | 13        |
| Dánsko (2)        | 25. prosince 2020  | 1. března 2021     | 66        |
| Rakousko (3)      | 26. prosince 2020  | 7. února 2021      | 43        |
| Severní Irsko (3) | 26. prosince 2020  | 12. dubna 2021     | 107       |
| Skotsko (2)       | 26. prosince 2020  | 2. dubna 2021      | 97        |
| Izrael (3)        | 27. prosince 2020  | 7. února 2021      | 42        |
| Polsko (2)        | 28. prosince 2020  | 17. ledna 2021     | 20        |
| Turecko (2)       | 31. prosince 2020  | 4. ledna 2021      | 4         |
| Anglie (3)        | 5. ledna 2021      | 29. března 2021    | 83        |
| Kypr (2)          | 10. ledna 2021     | 31. ledna 2021     | 21        |
| Malajsie (2)      | 13. ledna 2021     | 10. února 2021     | 28        |
| Portugalsko (2)   | 15. ledna 2021     | 15. února 2021     | 31        |
| Malawi            | 18. ledna 2021     | neznámé            |           |
| Guernsey (2)      | 23. ledna 2021     | 22. února 2021     | 30        |
| Česko (3)         | 1. března 2021     | 11. dubna 2021     | 41        |
| Finsko            | 8. března 2021     | 28. března 2021    | 20        |
| Nová Kaledonie    | 9. března 2021     | 11. dubna 2021     | 33        |
| Wallis a Futuna   | 9. března 2021     | 18. dubna 2021     | 40        |
| Mauricius (2)     | 10. března 2021    | 25. března 2021    | 15        |
| Estonsko          | 11. března 2021    | 11. dubna 2021     | 31        |
| Itálie (3)        | 15. března 2021    | 30. dubna 2021     | 46        |
| Polsko (3)        | 20. března 2021    | 25. dubna 2021     | 36        |
| Bulharsko (3)     | 22. března 2021    | 31. března 2021    | 10        |
| Belgie (3)        | 27. března 2021    | 26. dubna 2021     | 30        |
| Francie (3)       | 4. dubna 2021      | 3. května 2021     | 29        |
| Bangladéš (2)     | 5. dubna 2021      | 16. května 2021    | 41        |
| Kypr (3)          | 26. dubna 2021     | 9. května 2021     | 13        |
| Turecko (3)       | 29. dubna 2021     | 17. května 2021    | 18        |

#### Seznam zemí a území bez celostátního lockdownu
Afrika
- Alžírsko
- Angola
- Benin
- Burkina Faso
- Burundi
- Čad
- Džibutsko
- Egypt
- Etiopie
- Gabon
- Gambie
- Ghana
- Guinea
- Guinea-Bissau
- Jižní Súdán
- Kamerun
- Kapverdy
- Keňa
- Komory
- DR Kongo
- Lesotho
- Libérie
- Madagaskar
- Mali
- Mauritánie
- Mosambik
- Niger
- Nigérie
- Pobřeží slonoviny
- Rovníková Guinea
- Senegal
- Seychely
- Sierra Leone
- Somálsko
- Středoafrická republika
- Súdán
- Svatý Tomáš a Princův ostrov
- Svazijsko
- Tanzanie
- Togo
- Tunisko
- Uganda
- Zambie

Asie
- Afghánistán
- Bahrajn
- Brunej
- Čína
- Filipíny
- Indonésie
- Japonsko
- Jemen
- Jižní Korea
- Kambodža
- Katar
- Kazachstán
- Kyrgyzstán
- Laos
- Maledivy
- Myanmar
- Omán
- Palestina
- Saúdská Arábie
- Severní Korea
- SAE
- Sýrie
- Tádžikistán
- Tchaj-wan
- Turkmenistán
- Uzbekistán
- Východní Timor

Evropa
- Andorra
- Bělorusko
- Bosna a Hercegovina
- Černá Hora
- Island
- Lichtenštejnsko
- Lotyšsko
- Lucembursko
- Malta
- Moldavsko
- Monako
- Norsko
- Severní Makedonie
- Slovinsko
- Švédsko
- Vatikán

Jižní Amerika
- Brazílie
- Guyana
- Chile
- Surinam
- Uruguay

Oceánie
- Fidži
- Kiribati
- Marshallovy ostrovy
- Federativní státy Mikronésie
- Nauru
- Palau
- Šalomounovy ostrovy
- Tonga
- Tuvalu
- Vanuatu

Severní Amerika
- Antigua a Barbuda
- Bahamy
- Belize
- Dominika
- Dominikánská republika
- Grenada
- Guatemala
- Haiti
- Kanada
- Kuba
- Nikaragua
- USA
- Svatá Lucie
- Svatý Kryštof a Nevis
- Svatý Vincenc a Grenadiny

## Léčba

### Časová osa vyléčení nemoci v jednotlivých zemích či územích
Aktuální k 20. 1. 2022
| Datum              | Stát nebo území              |
| ------------------ | ---------------------------- |
| 28. ledna 2021     | Federativní státy Mikronésie |
| 14. dubna 2021     | Svatá Helena                 |
| 26. listopadu 2021 | Tonga                        |
| 22. prosince 2021  | Vanuatu                      |
| 18. ledna 2022     | Macao                        |
| 20. ledna 2022     | Marshallovy ostrovy          |
| neznámé            | Americká Samoa               |

### Očkování

#### Seznam zemí a území podle zahájení očkování
| Stát nebo území    | Zahájení očkování | První naočkovaný                           |
| ------------------ | ----------------- | ------------------------------------------ |
| Spojené království | 8. prosince 2020  | 90letá důchodkyně Margaret Keenanová       |
| Kanada             | 14. prosince 2020 | 89letá důchodkyně Gisèle Lévesque          |
| USA                | 14. prosince 2020 | zdravotní sestra Sandra Lindsayová         |
| Izrael             | 19. prosince 2020 | premiér Benjamin Netanjahu                 |
| Slovensko          | 26. prosince 2020 | infektolog Vladimír Krčméry                |
| Bulharsko          | 27. prosince 2020 | ministr zdravotnictví Kostadin Angelov     |
| Česko              | 27. prosince 2020 | premiér Andrej Babiš                       |
| Francie            | 27. prosince 2020 | 78letá důchodkyně Mauricette               |
| Itálie             | 27. prosince 2020 | 29letá zdravotní sestra Claudia Alivernini |
| Rumunsko           | 27. prosince 2020 | 26letá zdravotní sestra Mihaela Anghel     |
| Švédsko            | 27. prosince 2020 | 91letá důchodkyně Gun-Britt Johnsson       |
| Argentina          | 29. prosince 2020 | guvernér Axel Kicillof                     |
| Irsko              | 29. prosince 2020 | 79letá důchodkyně Annie Lynch              |
| Albánie            | 11. ledna 2021    | premiér Edi Rama (jeden z prvních)         |
| Indie              | 16. ledna 2021    | uklízeč Manish Kumar                       |
| Maroko             | 28. ledna 2021    | král Muhammad VI.                          |
| Alžírsko           | 29. ledna 2021    | 65letý důchodce                            |
| Peru               | 9. února 2021     | lékař Josef Vallejos                       |
| JAR                | 17. února 2021    | zdravotní sestra Zoliswa Gidi-Dyosi        |
| Kolumbie           | 17. února 2021    | 46letá zdravotní sestra Verónica Machado   |
| Zimbabwe           | 18. února 2021    | ministr zdravotnictví Constantino Chiwenga |
| Nový Zéland        | 19. února 2021    | 25 zdravotníků                             |
| Austrálie          | 21. února 2021    | 84letá důchodkyně Jane Malysiak            |
| Senegal            | 23. února 2021    | ministr zdravotnictví Abdoulaye Diouf Sarr |
| Malajsie           | 24. února 2021    | premiér Muhyiddin Yassin                   |
| Filipíny           | 1. března 2021    | ředitel nemocnice Gerardo Legaspi          |
| Ghana              | 1. března 2021    | prezident Nana Akufo-Addo                  |
| Angola             | 2. března 2021    | 71letá zdravotní sestra                    |
| Moldavsko          | 2. března 2021    | zdravotník Alexandru Botizatu              |
| Nigérie            | 5. března 2021    | lékař Cyprian Nyong                        |
| Botswana           | 26. března 2021   | bývalý prezident Festus Mogae              |
| Bhútán             | 27. března 2021   | 30letá Ninda Dema                          |

#### Aplikované typy vakcín dle zemí
| Stát         | Typ vakcíny              | Typ vakcíny             | Typ vakcíny                          | Typ vakcíny                            | Typ vakcíny              | Typ vakcíny                          | Typ vakcíny              | Typ vakcíny                                                                                   | Typ vakcíny | Typ vakcíny                                                                    |
| Stát         | Sinovac                  | Sinopharm BIBP          | Pfizer                               | AstraZeneca                            | Moderna                  | Sputnik V                            | Johnson & Johnson        | Covaxin                                                                                       | jiné vakcíny | jiné vakcíny                                                                   |
| Stát         | Sinovac Biotech (Čína)   | Sinopharm (Čína)        | Pfizer (USA) a BioNTech (Německo)    | Oxford (VB) a AstraZeneca (VB/Švédsko) | Moderna (USA)            | Gamaleya Institut (Rusko)            | Johnson & Johnson (USA)  | Bharat Biotech (Indie)                                                                        | importované | vlastní výroby                                                                 |
| ------------ | ------------------------ | ----------------------- | ------------------------------------ | -------------------------------------- | ------------------------ | ------------------------------------ | ------------------------ | --------------------------------------------------------------------------------------------- | --- | ------------------------------------------------------------------------------ |
| Alžírsko     |                          |                         |                                      | ✔                                      |                          | ✔                                    |                          |                                                                                               | |                                                                                |
| Angola       |                          | ✓ (schválena, obdržena) | ✓ (obdržena)                         | ✔                                      |                          | ✔                                    |                          |                                                                                               | Sputnik Light (schválena) |                                                                                |
| Argentina    |                          | ✔                       | ✔                                    | ✔                                      | ✔                        | ✔                                    |                          | ✓ (schválena)                                                                                 | Convidecia (schválena), CureVac (zkoumána), GRAd-COV2 (zkoumána), Sputnik Light (schválena)                                                                                       |                                                                                |
| Austrálie    |                          |                         | ✔                                    | ✔                                      | ✔                        |                                      | ✓ (schválena)            |                                                                                               | Novavax (objednána, zkoumána) |                                                                                |
| Bangladéš    | ✓ (objednána, schválena) | ✔                       | ✔                                    | ✔                                      | ✔                        | ✓ (objednána, schválena)             | ✓ (objednána, schválena) | ✓ (objednána)                                                                                 | Abdala (objednána), Convidecia (objednána), Novavax (objednána), Sputnik Light (objednána), QazVac (objednána)                                                                    |                                                                                |
| Bhútán       |                          |                         | ✓ (obdržena)                         | ✔                                      | ✓ (obdržena)             |                                      |                          |                                                                                               | |                                                                                |
| Brazílie     | ✔                        | ✓ (povolena)            | ✔                                    | ✔                                      | ✓ (povolena)             | ✓ (objednána, schválena)             | ✔                        | ✓ (objednána, schválena)                                                                      | |                                                                                |
| Burkina Faso |                          |                         |                                      | ✔                                      |                          |                                      | ✔                        |                                                                                               | |                                                                                |
| Česko        |                          |                         | ✔                                    | ✔                                      | ✔                        |                                      | ✔                        |                                                                                               | CureVac (objednána), Novavax (schválena) |                                                                                |
| Čína         | ✔                        | ✔                       | ✓ (povolena)                         |                                        |                          |                                      |                          |                                                                                               | | Convidecia, Covidful, KCONVAC, Sinopharm WIBP, Zifivax                         |
| DR Kongo     |                          |                         |                                      | ✔                                      |                          |                                      |                          |                                                                                               | |                                                                                |
| Egypt        |                          | ✔                       |                                      | ✔                                      |                          |                                      |                          |                                                                                               | Sputnik Light (schválena) |                                                                                |
| Fidži        |                          |                         | ✔                                    | ✔                                      | ✔                        |                                      |                          |                                                                                               | |                                                                                |
| Filipíny     | ✔                        | ✔                       | ✔                                    | ✔                                      | ✔                        | ✔                                    | ✔                        | ✓ (objednána, schválena)                                                                      | Arcturus (zkoumána), Clover (zkoumána), EuBiologics (zkoumána), Novavax (objednána, schválena), Sinopharm WIBP (schválena), Sputnik Light (schválena)                             |                                                                                |
| Ghana        |                          |                         |                                      | ✔                                      |                          |                                      |                          |                                                                                               | |                                                                                |
| Haiti        |                          |                         |                                      | ✓ (nabídnuta)                          |                          |                                      |                          |                                                                                               | |                                                                                |
| Indie        |                          |                         |                                      | ✔                                      | ✗ (vakcinace nezahájena) | ✔                                    | ✓ (schválena)            | ✔                                                                                             | Novavax (schválena) | BBV154 (zkoumána), Corbevax (zkoumána), HGC019 (zkoumána), ZyCoV-D (schválena) |
| Indonésie    | ✔                        | ✔                       | ✔                                    | ✔                                      | ✔                        | ✓ (objednána, schválena)             | ✔                        |                                                                                               | AV-COVID-19 (zkoumána), Convidecia (objednána, schválena), GX-19 (zkoumána), Novavax (objednána, schválena), Zifivax (schválena), Walvax (zkoumána), WestVac Biopharma (zkoumána) |                                                                                |
| Izrael       |                          |                         | ✔                                    |                                        | ✔                        |                                      |                          |                                                                                               | | BriLife (zkoumána)                                                             |
| Japonsko     |                          |                         | ✔                                    | ✔                                      | ✔                        |                                      | ✓ (objednána)            |                                                                                               | Novavax (obdržena) |                                                                                |
| JAR          | ✓ (schválena)            |                         | ✔                                    | ✘ (již nepoužívána)                    |                          |                                      | ✔                        |                                                                                               | |                                                                                |
| Jižní Korea  |                          |                         | ✔                                    | ✔                                      | ✔                        | ✓ (zkoumána)                         | ✔                        |                                                                                               | Inovio (zkoumána), Novavax (objednána, schválena) | EuBiologics (zkoumána), GX-19 (zkoumána)                                       |
| Kanada       |                          |                         | ✔                                    | ✔                                      | ✔                        |                                      | ✓ (schválena)            |                                                                                               | Novavax (objednána), Sanofi–GSK (objednána) | Medicago (objednána)                                                           |
| Kapverdy     |                          |                         | ✔                                    | ✔                                      |                          |                                      |                          |                                                                                               | |                                                                                |
| Kazachstán   | ✔                        | ✔                       |                                      |                                        |                          | ✔                                    |                          |                                                                                               | | QazVac                                                                         |
| Kazachstán   | ✔                        | ✔                       | Sputnik Light (objednána, schválena) | QazCoVac-P (objednána)                 |                          | ✔                                    |                          |                                                                                               | |                                                                                |
| Kolumbie     | ✔                        |                         | ✔                                    | ✔                                      | ✔                        |                                      | ✔                        |                                                                                               | CureVac (zkoumána), SCB-2019 (zkoumána) |                                                                                |
| Malajsie     | ✔                        | ✔                       | ✔                                    | ✔                                      | ✓ (schválena)            | ✓ (objednána, čekající na schválení) | ✓ (schválena)            |                                                                                               | Convidecia |                                                                                |
| Malajsie     | ✔                        | ✔                       | ✔                                    | ✔                                      | ✓ (schválena)            | ✓ (objednána, čekající na schválení) | ✓ (schválena)            | Covidful (zkoumána), KCONVAC (zkoumána), Novavax (čekající na schválení), Zifivax (prověřena) | UPM (zkoumána) |                                                                                |
| Maroko       |                          | ✔                       |                                      | ✔                                      |                          | ✓ (schválena)                        |                          |                                                                                               | |                                                                                |
| Mexiko       | ✔                        | ✓ (schválena)           | ✔                                    | ✔                                      | ✔                        | ✔                                    | ✔                        | ✓ (schválena)                                                                                 | Convidecia |                                                                                |
| Mexiko       | ✔                        | ✓ (schválena)           | ✔                                    | ✔                                      | ✔                        | ✔                                    | ✔                        | ✓ (schválena)                                                                                 | Abdala (schválena), CureVac (zkoumána), GRAd-COV2 (zkoumána), Novavax (zkoumána), Patria (zkoumána)                                                                               |                                                                                |
| Nepál        | ✓ (schválena)            | ✔                       |                                      | ✔                                      |                          | ✓ (schválena)                        | ✔                        | ✓ (schválena)                                                                                 | |                                                                                |
| Nigérie      |                          | ✓ (schválena)           | ✓ (schválena)                        | ✔                                      | ✔                        | ✓ (schválena)                        | ✓ (schválena)            |                                                                                               | |                                                                                |
| Nový Zéland  |                          |                         | ✔                                    | ✓ (schválena)                          |                          |                                      | ✓ (schválena)            |                                                                                               | CoV2-OGEN1 (zkoumána), Novavax (obdržena), ReCOV (zkoumána), Valneva (zkoumána)                                                                                                   |                                                                                |
| Peru         |                          | ✔                       | ✔                                    | ✔                                      | ✓ (objednána, schválena) | ✓ (objednána, schválena)             | ✓ (schválena)            |                                                                                               | CureVac (zkoumána), Sinopharm WIBP (schválena) |                                                                                |
| Senegal      |                          | ✔                       |                                      | ✔                                      |                          |                                      |                          |                                                                                               | |                                                                                |
| Singapur     | ✔                        | ✔                       | ✔                                    | ✓ (schválena)                          | ✔                        |                                      | ✓ (schválena)            |                                                                                               | Novavax (objednána, zkoumána) |                                                                                |
| Srí Lanka    | ✓ (schválena)            | ✔                       | ✔                                    | ✔                                      | ✔                        | ✔                                    |                          |                                                                                               | |                                                                                |
| Thajsko      | ✔                        | ✔                       | ✔                                    | ✔                                      | ✓ (schválena)            | ✓ (čekající na schválení)            | ✔                        | ✓ (čekající na schválení)                                                                     | |                                                                                |
| Tchaj-wan    |                          |                         | ✔                                    | ✔                                      | ✔                        |                                      | ✓ (schválena)            |                                                                                               | | Medigen                                                                        |
| Tchaj-wan    | Novavax (zkoumána)       | UB-612 (zkoumána)       | ✔                                    | ✔                                      | ✔                        |                                      | ✓ (schválena)            |                                                                                               | |                                                                                |
| USA          |                          |                         | ✔                                    | ✓ (zkoumána)                           | ✔                        |                                      | ✔                        |                                                                                               | Sanofi–GSK (zkoumána) | Novavax (zkoumána)                                                             |
| Vietnam      |                          | ✔                       | ✔                                    | ✔                                      | ✔                        | ✔                                    | ✓ (objednána, schválena) | ✓ (čekající na schválení)                                                                     | Abdala (schválena, obdržena) |                                                                                |
| Zimbabwe     | ✓ (schválena)            | ✔                       |                                      |                                        |                          | ✓ (schválena, obdržena)              |                          | ✓ (schválena)                                                                                 | |                                                                                |